# Воєнні злочини Росії

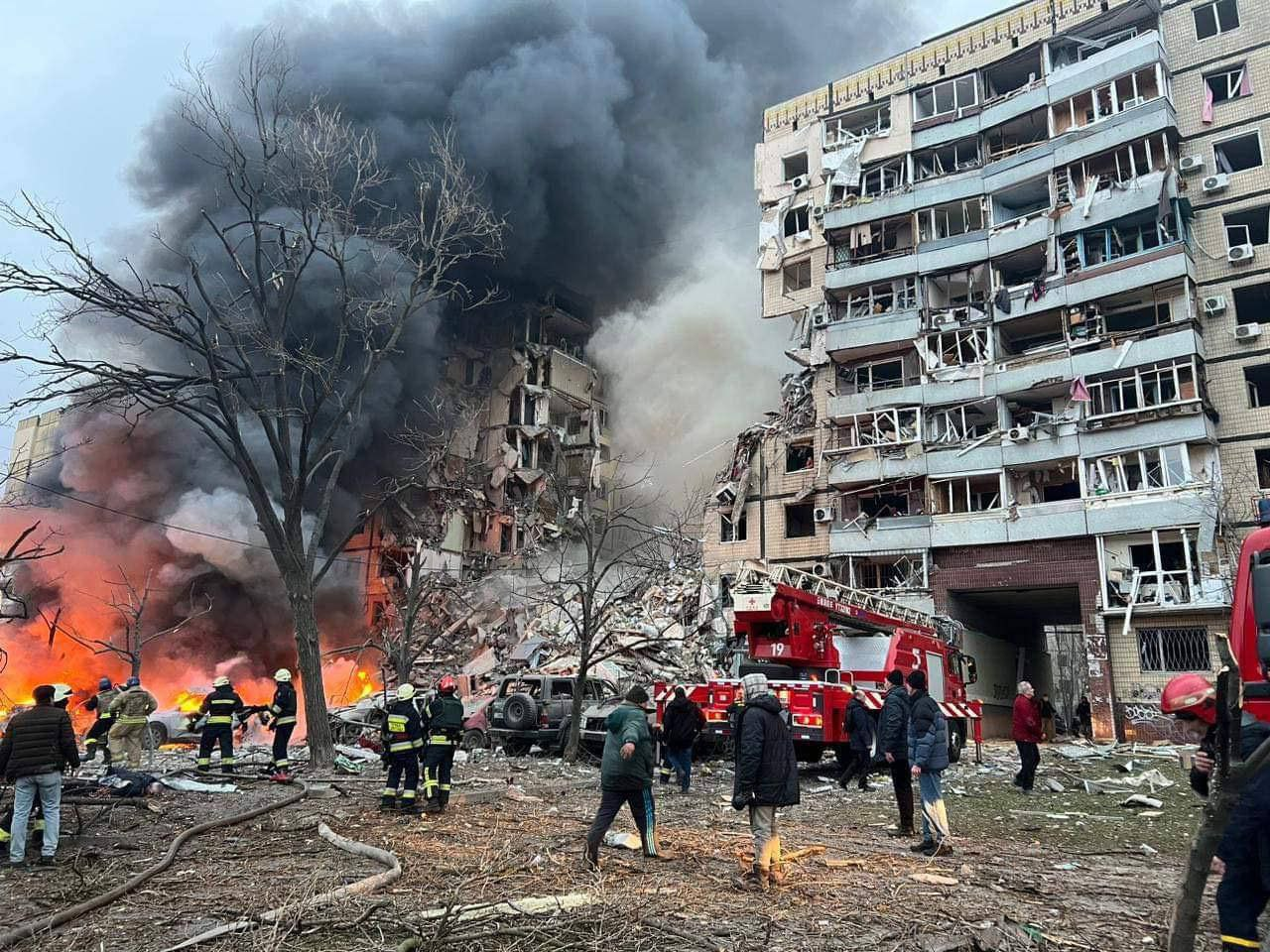
Житловий будинок у Дніпрі, Україна, після російського ракетного обстрілу 14 січня 2023 року.

Російські воєнні злочини — порушення законів та звичаїв війни, у тому числі Гаазьких конвенцій 1899 і 1907 років і Женевських конвенцій, а саме — воєнні злочини, в яких звинувачують офіційні збройні та воєнізовані сили Російської Федерації, вчинені після розпаду Радянського Союзу в 1991 році. Російські воєнні злочини включають також злочини квазідержав або самопроголошених республік, озброєних і фінансованих Росією, включаючи терористичні сепаратиські утворення ЛНР та ДНР.
Amnesty International і Human Rights Watch зафіксували російські воєнні злочини в Чечні Грузії,  Україні та Сирії. Лікарі без кордонів також задокументували воєнні злочини в Чечні. 
До 2009 року Європейський суд з прав людини (ЄСПЛ) виніс 115 вироків, визнавши російський уряд винним у насильницьких зникненнях, вбивствах, катуваннях, а також у неналежному розслідуванні цих злочинів у Чечні. У 2021 році ЄСПЛ також окремо визнав Росію винною у вбивствах, катуваннях, пограбуванні та руйнуванні будинків у Грузії, а також у запобіганні поверненню 20 000 переміщених грузинів на свою територію.
Як наслідок участі Росії у війні на сході України, у 2014 році деякі країни ввели широкомасштабні міжнародні санкції проти російських чиновників. Коли Міжнародний кримінальний суд (МКС) почав розслідування анексії Криму Росією через можливі порушення міжнародного права, Росія раптово вийшла з членства у 2016 році.

## Чечня

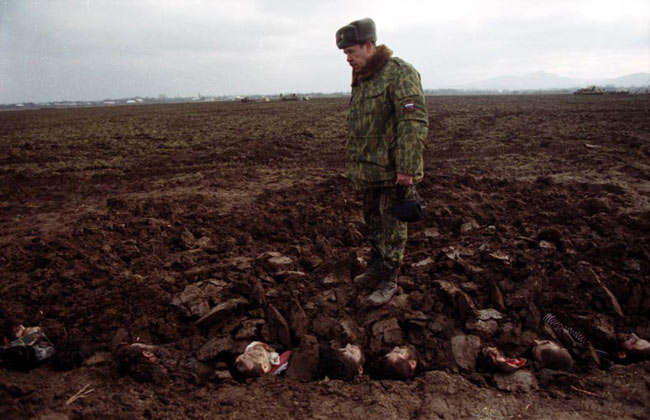
Російський солдат йде над братською могилою чеченців у Комсомольському, 2001 р.

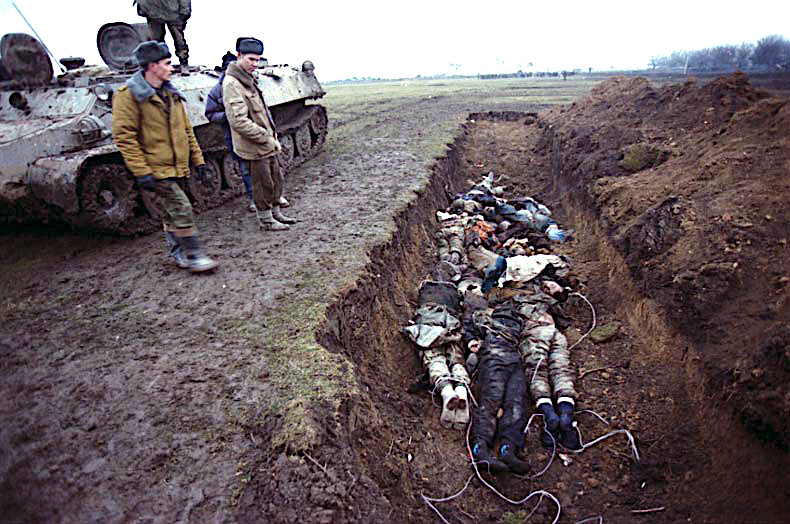
Братська могила в Чечні

Після розпаду Радянського Союзу в 1991 році Чечня проголосила незалежність від Російської Федерації. Російські чиновники не визнали незалежності Чечні, що 11 грудня 1994 року переросло в Першу російсько-чеченську війну, в якій взяли участь 25 000 російських солдат. Війна завершилася фактичною незалежністю Чечні та виведенням російських військ у 1996 році. Другий конфлікт знову загострився в 1999 році, а боротьба з повстанцями тривала до 2009 року. Він завершився встановленням Росією повного контролюю над Чечнею та встановленням проросійського уряду. Зафіксували численні воєнні злочини, переважно російськими збройними силами.
Під час двох воєн чеченців дегуманізовала російська пропаганда. Зокрема, їх називали «чорними», «бандитами», «терористами», «тарганами», «клопами» тощо. Російські збройні сили вчинили численні воєнні злочини. 
Серед воєнних злочинів, скоєних росіянами: використання заборонених касетних бомб під час атаки в Шалі 1995 року, націленої на ринок, заправку та лікарню. Розправа в Самашках у квітні 1995 року, коли бійці ОМОН убили понад 100 мирних жителів Чечні. Під час Першої битви під Грозним нальоти російської авіації та артилерійські обстріли були описані як найпотужніша кампанія бомбардувань у Європі після знищення Дрездена. У своїй доповіді, опублікованій 26 березня 1996 року, Комісія ООН з прав людини (UNCHR) звинуватила російські війська у обстрілі та вбивстві мирних жителів на блокпостах, а також у страті полонених чеченців, як цивільних, так і бойовиків. Два випадки стосувалися вбивства російськими солдатами працівників гуманітарної допомоги, які намагалися врятувати мирного жителя від розстрілу на вулиці в Грозному. Співробітники МВС Росії обстріляли групу солдатів, які відмовилися вбивати мирне населення. Війна спричинила переміщення 450 000 осіб, 45 % населення Чечні, т загибель близько 2 000 дітей.

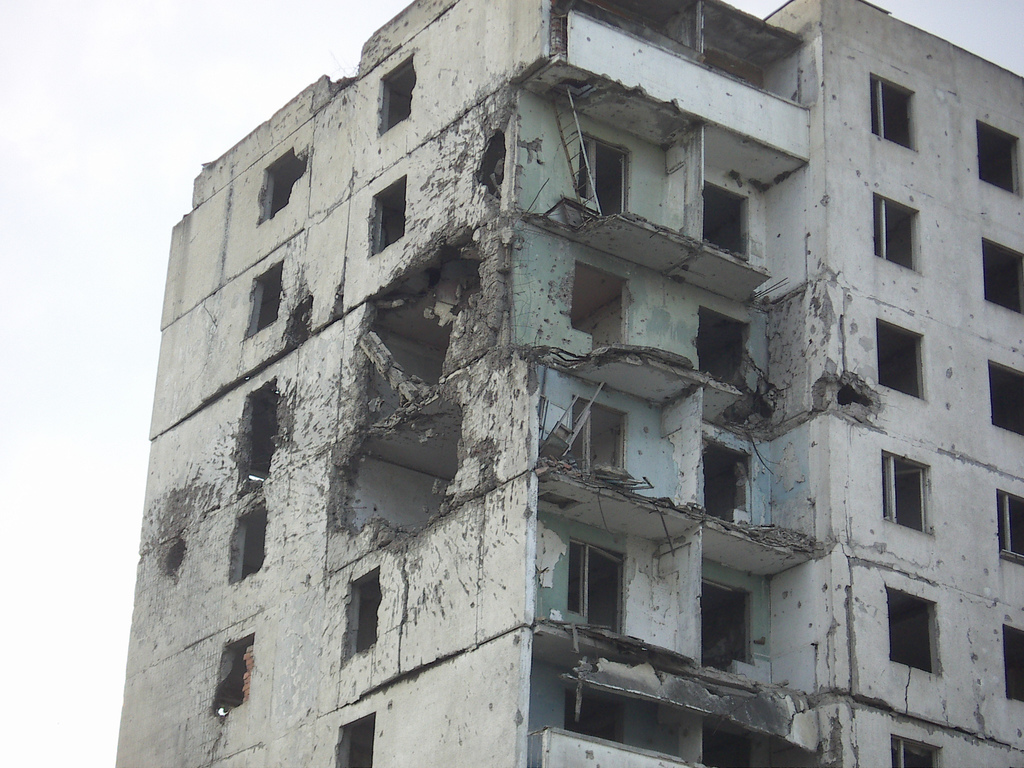
Будівля, пошкоджена під час війни в Грозному

Друга чеченська війна призвела до чергових воєнних злочинів і нападів на мирне населення. 7 жовтня 1999 росіяни атакували касетними бомбами жителів Елістанжі. 21 жовтня росіяни атакували балістичною ракетою ринок у місті Грозному, у результаті чого загинуло понад сотню мирних жителів. Російські ВПС здійснили ракетні обстріли колони біженців, які намагалися увійти в Інгушетію. В грудні 1999 року, коли російські солдати розстріляли в біженців, які тікали з Грозного. Російські солдати чинили вбивства, пограбування та зґвалтування у Алхан-Юрті та Новому Алді., в січні 2000 року — у старопромисловському районі Грозного. 4-6 лютого 2000 року росіяни бомбили Катир-Юрта. Облога 1999—2000 років і бомбардування Грозного спричинили загибель тисяч мирних жителів.
Російські збройні сили також застосували неточні паливно-повітряні вибухові бомби, також відомі як «вакуумні бомби», які руйнують укриття, будівлі та бункери, унеможливлюючи захист мирного населення в населених пунктах. Дія цих бомб призводить до перепадів тиску, що призводить до патології органів дихання. Їх використовували в південних горах Чечні.

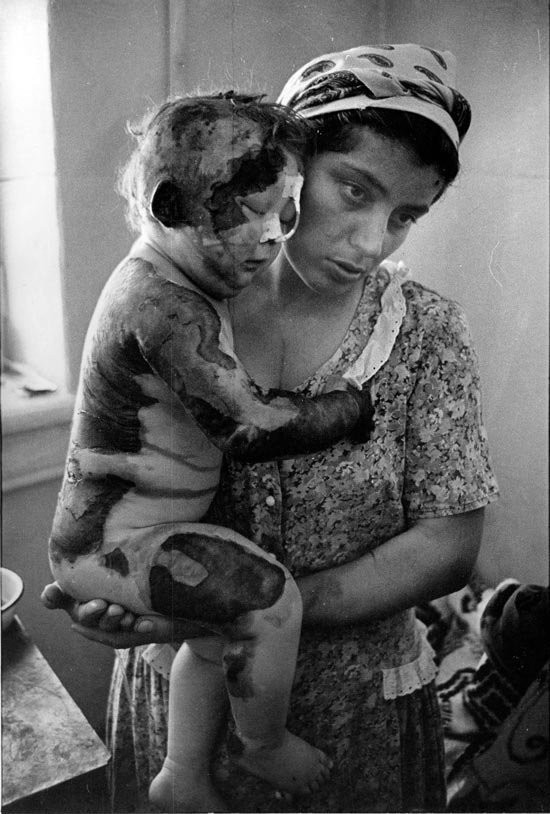
Чеченка з пораненою дитиною

17 грудня 1996 року шість делегатів Міжнародного комітету Червоного Хреста (МКЧХ) були вбиті в результаті нападу збройних людей у масках на лікарню МКЧХ у Нових Атагах поблизу Грозного. У 2010 році офіцер російського спецпідрозділу майор Алексій Потьомкін заявив, що вбивства були скоєні співробітниками ФСБ. У звіті 2004 року було зазначено, що російські солдати використовували зґвалтування як засіб тортур проти чеченців. З 428 сіл у Чечні 380 були розбомблені під час конфліктів, внаслідок чого було знищено 70 % домогосподарств. 
Amnesty International підрахувала, що лише під час Першої чеченської війни було вбито від 20 000 до 30 000 мирних жителів, здебільшого в результаті невибіркових нападів російських військ на густонаселені райони, і що ще 25 000 мирних жителів загинули під час Другої чеченської війни. Інше джерело припускає, що під час другого конфлікту було вбито 40 000–45 000 мирних жителів. Тим часом у 1996 році тодішній глава національної безпеки Росії Олександр Лебедь заявив, що в першій війні загинуло 80 тисяч людей. У поєднанні з військовими силами, за підрахунками істориків, у першій війні загинуло до десятої частини всього чеченського населення . Консервативні оцінки припускають, що в двох конфліктах загинуло щонайменше 100 000—150 000 людей.  Вищі оцінки чеченських чиновників і громадян припускають, що в двох війнах загинуло до 200 000—300 000 осіб. З початку конфліктів у Чечні зафіксовано 57 братських поховань.
Деякі вчені вважають, що жорстокість нападів росіян на таку малу етнічну групу є геноцидом.
Крім того, Human Rights Watch зафіксувала від 3 000 до 5 000 насильницьких зникнень в Чечні в період з 1999 по 2005 рік і кваліфікувала це як злочин проти людства.

## Грузія

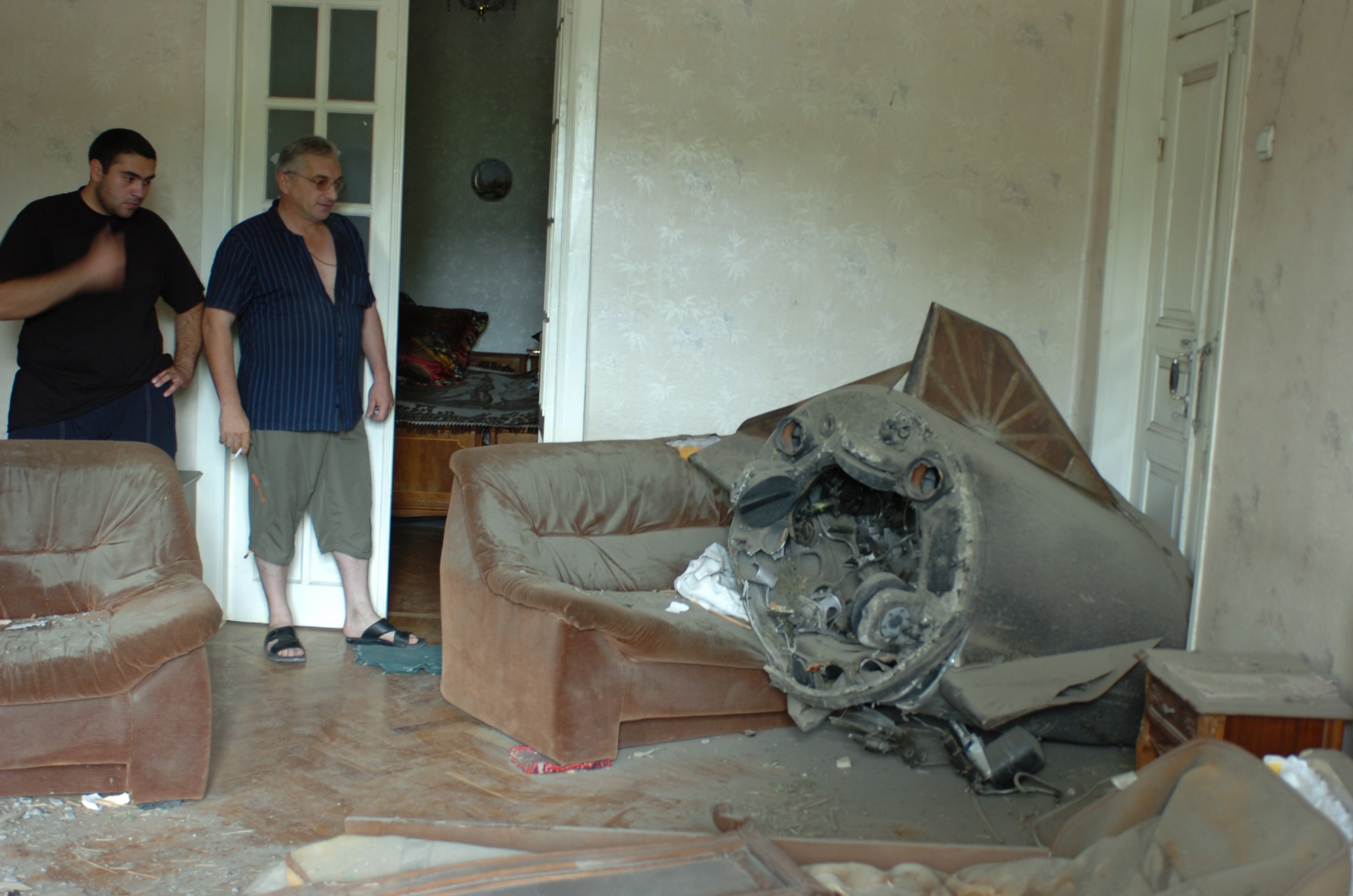
Майже неушкоджений російський ракетний розгін у спальні будинку в Горі, приклад невибіркового нападу в цивільних районах, 25 серпня 2008

Після ескалації конфлікту 7 серпня 2008 року між Південною Осетією та Грузією російські війська 8 серпня перетнули міжнародний кордон і напали на грузинських солдатів. Російські солдати також перейшли в Абхазію, хоча боїв там не зафіксовано. Війна завершилася 12 серпня припиненням вогню за посередництва міжнародних дипломатів. Російський уряд визнав Південну Осетію та Абхазію незалежними країнами, хоча фактично ці регіони стали російськими протекторатами.
HRW повідомила, що жодних доказів навмисних нападів грузинських військ на некомбатантів виявлено не було.
Російські війська навмисно нападали на мирних жителів Південної Осетії та Горійського району Грузії. Російські військові літаки бомбардували центри цивільного населення у Грузії та села етнічних грузин у Південній Осетії. Збройні ополчення займалися пограбуванням, спаленням і викраданнями людей.Напади ополченців змусили грузинських мирних жителів тікати.
Використання росіянами касетних бомб спричинило загибель мирного населення. Amnesty International звинуватила Росію у навмисних бомбардуваннях і нападах на цивільні райони та інфраструктуру, що є воєнним злочином.  Росія заперечувала використання касетних бомб. У конфлікті загинуло 228 мирних жителів Грузії.
Крім того, російські військові нічого не зробили, щоб запобігти етнічним чисткам грузинів у Південній Осетії на підконтрольній їм території.

## Україна

### 2014—2021 роки
Після Української революції 2014 року проросійський президент України Віктор Янукович був скинутий і втік до Росії, а новий український уряд прийняв проєвропейську перспективу. Росія відповіла анексією Криму, яка була оголошена незаконною Генеральною Асамблеєю ООН у її резолюції 68/262, тоді як проросійські сепаратисти оголосили невизнану протодержаву Новоросію, і повстанням, яке зрештою призвело до війни на Донбасі. Хоча Росія заперечувала свою причетність до війни на Донбасі, численні докази вказують на її підтримку проросійських сепаратистів. Amnesty International звинуватила Росію у «підживленні сепаратистських злочинів» і закликала «всі сторони, включаючи Росію, припинити порушення законів війни».

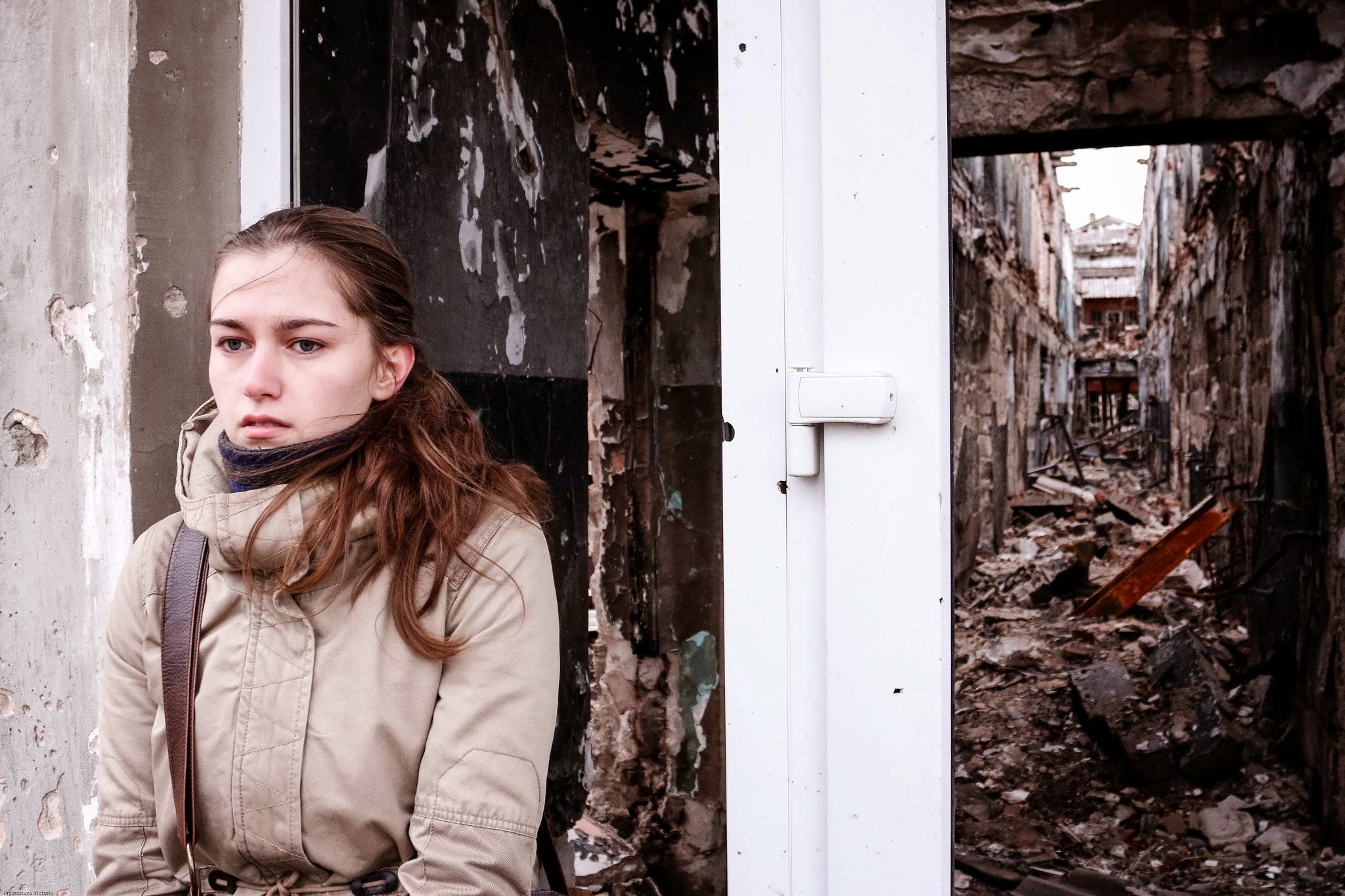
Пошкоджена будівля в Кураховому, 26 листопада 2014 року

Human Rights Watch заявила, що проросійські повстанці «не вжили всіх можливих запобіжних заходів, щоб уникнути розгортання в цивільних районах», а в одному випадку «фактично перемістилися ближче до населених пунктів у відповідь на обстріли уряду». HRW закликав усі сторони припинити використання «завідомо неточних» ракет «Град».
В іншому звіті «Human Rights Watch» йдеться про те, що повстанці «захоплюють, б'ють і катують заручників, а також безпідставно погрожують і б'ють проукраїнських людей». У ньому також сказано, що сепаратисти знищили медичне обладнання, погрожували медичним працівникам та окупували лікарні. Один із членів Human Rights Watch став свідком ексгумації «братської могили» у Слов'янську, яка була виявлена після відступу повстанців з міста.
24 серпня, у День Незалежності України, у Донецьку повстанці з автоматичними гвинтівками провели парад полонених українських воїнів. Під час параду з гучномовців лунали російські націоналістичні пісні, а представники натовпу глузували з ув'язнених епітетами на кшталт «фашист». Human Rights Watch заявила, що це є явним порушенням загальної статті 3 Женевських конвенцій, що забороняє «посягання на особисту гідність».

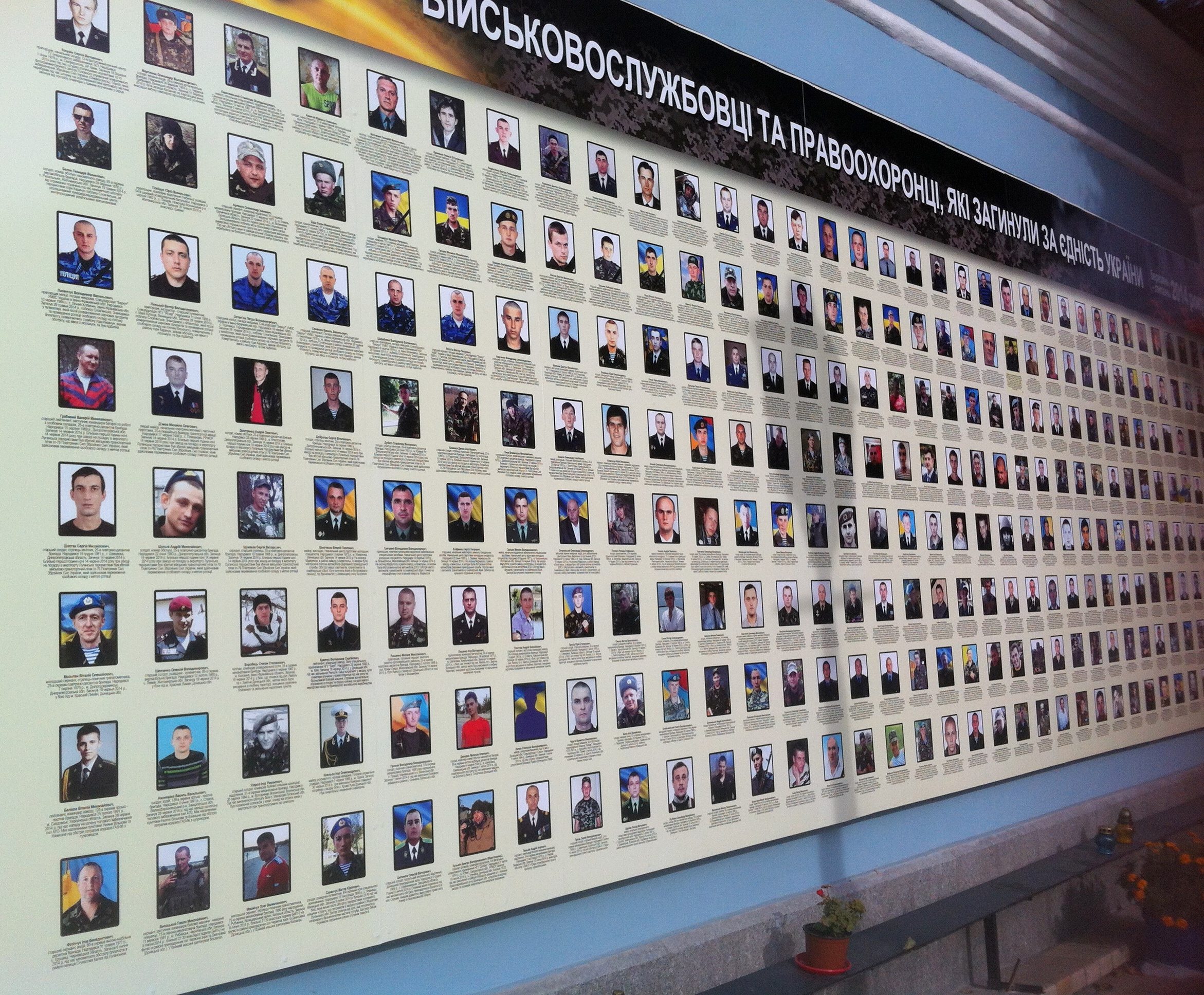
Мурал у Києві із зображенням українських солдатів і міліціонерів, які загинули, захищаючи єдність України

У жовтні 2014 року Служба безпеки України (СБУ) опублікувала карту порушень прав людини сепаратистами, яка отримала назву «Карта смерті». Згодом, 15 жовтня, СБУ відкрила справу за фактом «злочини проти людяності», скоєних повстанськими силами.
У звіті Amnesty International за середину жовтня задокументовані випадки страт без сумного розстрілу проросійськими силами. У звіті Human Rights Watch документовано використання касетних боєприпасів антиурядовими силами.
На прес-конференції в Києві 15 грудня 2015 року помічник Генерального секретаря ООН з прав людини Іван Шимонович заявив, що більшість порушень прав людини, скоєних під час конфлікту, здійснені сепаратистами. Численні свідки звинувачують сепаратистських  бойовиків у багатьох військових злочинах. Михайло Толстих був звинувачений в обстрілах міст і сіл з важкого озброєння, знущаннях над полоненими українськими військовими, та в вбивстві пораненого десантника 25-ї повітрянодесантної бригади.
Amnesty International повідомила, що знайшла «нові докази» вбивств українських військових 9 квітня 2015 року. Переглянувши відеозапис, було встановлено, що щонайменше четверо українських військових були розстріляні «в стилі страти». AI також заявив, що оприлюднений Kyiv Post запис чоловіка, імовірно лідера сепаратистів Арсенія Павлова, який стверджує, що вбив п'ятнадцять українських військовополонених, є «жахливим зізнанням», і підкреслює «нагальну потребу незалежного розслідування цього та інших зловживань». Дії Росії в Україні кваліфікували як злочини проти миру та злочини проти людства (збитий рейс 17 Malaysia Airlines). 
У 2019 році український уряд вважав окупованими 7 % території України. У Резолюції Генеральної Асамблеї ООН 73/194, Крим було визнано «тимчасово окупованим».
Організація Об'єднаних Націй зафіксувала, що цивільними втратами у російсько-українській війні (з 2014) є понад 3000 мирних жителів

### 2022 рік

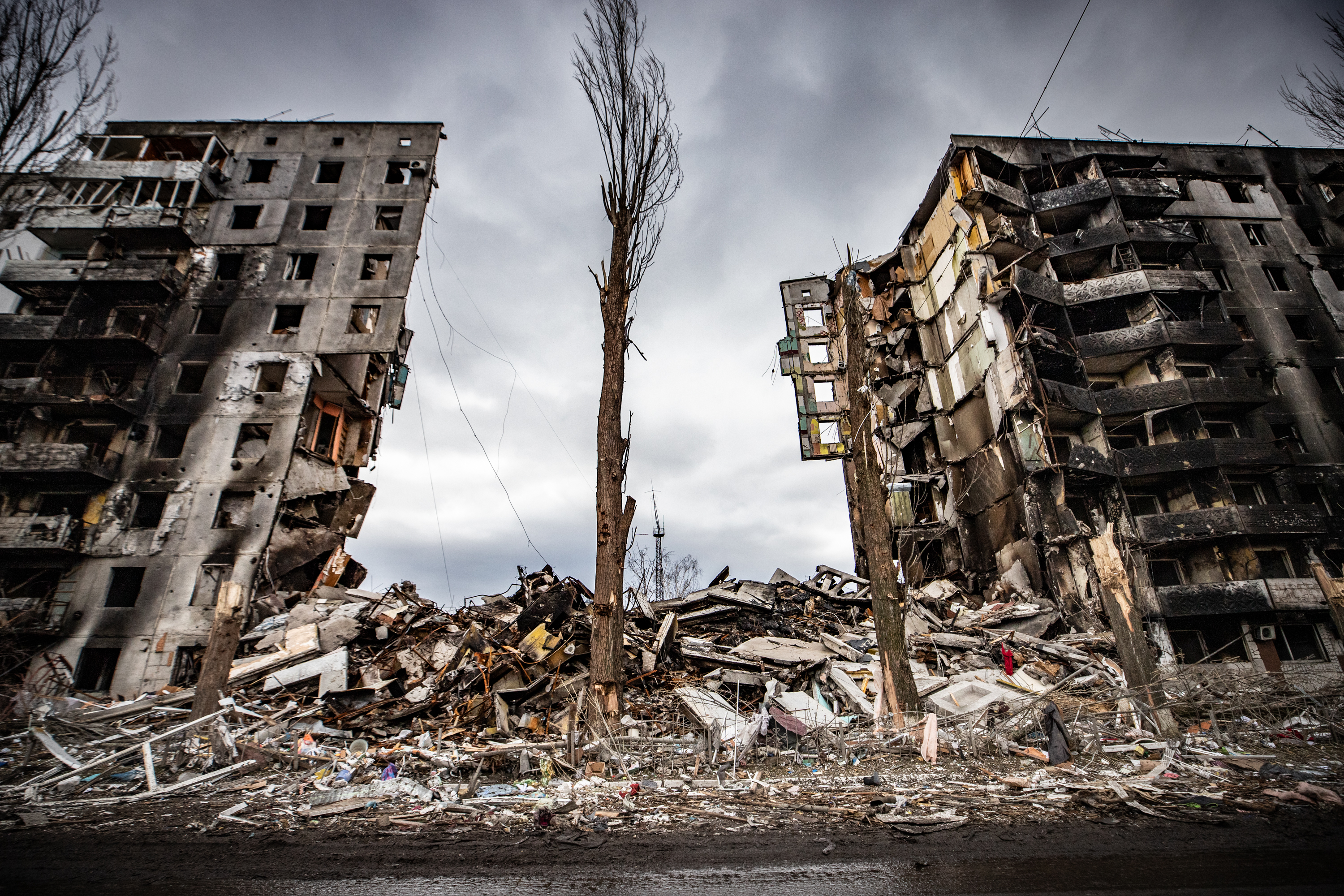
Житловий будинок у Бородянці на вулиці Центральній, 359 після російського бомбардування вранці 2 березня 2022 року. У цьому будинку загинули щонайменше 23 людини.

24 лютого 2022 року російські війська вторглися та атакували Україну з півночі, півдня та сходу. HRW і Amnesty International звинуватили Росію у використанні неточних касетних боєприпасів у цивільних районах, у тому числі поблизу лікарень і шкіл. Верховний комісар ООН з прав людини засудив військові дії Росії як порушення міжнародного права. Amnesty International назвала це актом агресії, який є злочином за міжнародним правом.
Серед об'єктів російських авіаударів була столиця України Київ. Обстрілів зазнавали дитсадки та дитячі будинки. 3 березня 2022 року російські війська завдали артилерійських ударів по Запорізькій атомній електростанції та чинили мародерство у Херсоні.
Під час блокади Маріуполя посол США в Організації з безпеки і співробітництва в Європі Майкл Карпентер назвав два інциденти, що сталися в Маріуполі 5 і 6 березня, воєнними злочинами. Він заявив, що російські війська бомбили узгоджені коридори евакуації. Місто було відключено від електроенергії, їжі та води. Повідомлялося, що 8 березня під руїнами свого будинку в Мауріполі від зневоднення померла 6-річна дівчинка. Під час штурму Ірпіня російські війська обстріляли біженців, які намагалися втекти через зруйнований міст. Внаслідок мінометного удару загинула сім'я з чотирьох осіб. Під час битви за Харків місто було знищено російськими обстрілами, в тому числі і інтернат для сліпих. Із 1,8 млн населення до 7 березня в Харкові залишилося лише 500 тис. осіб. 3 березня в Чернігові загинули 47 мирних жителів, більшість із яких стояли в черзі біля продовольчого магазину в очікуванні хліба, коли по них влучив вісім некерованих авіабомб Росії. Внаслідок авіаудару по лікарні Маріуполя загинули троє людей, в тому числі молода дівчина.
1 квітня 2022 року після відведення російських військ від передмість Києва було виявлено масові вбивства мирного населення, які здійснювались в період окупації цих районів з 3 березня по 1 квітня 2022. Люди лежали вздовж доріг зі зв'язаними руками та простріляними головами. Убиті цілі сім'ї в братьских могилах. Багато розстріляних людей знайдено в підвалах, також було знайдено спалені тіла.
Станом на 30 березня, ООН звітувала про 4 мільйони біженців з України, 50 розбомблених лікарень і та використання росіянами заборонених видів зброї щонайменше у 24 випадках. Станом на липень 2022 ООН було відомо про 5 024 загиблих цивільних.

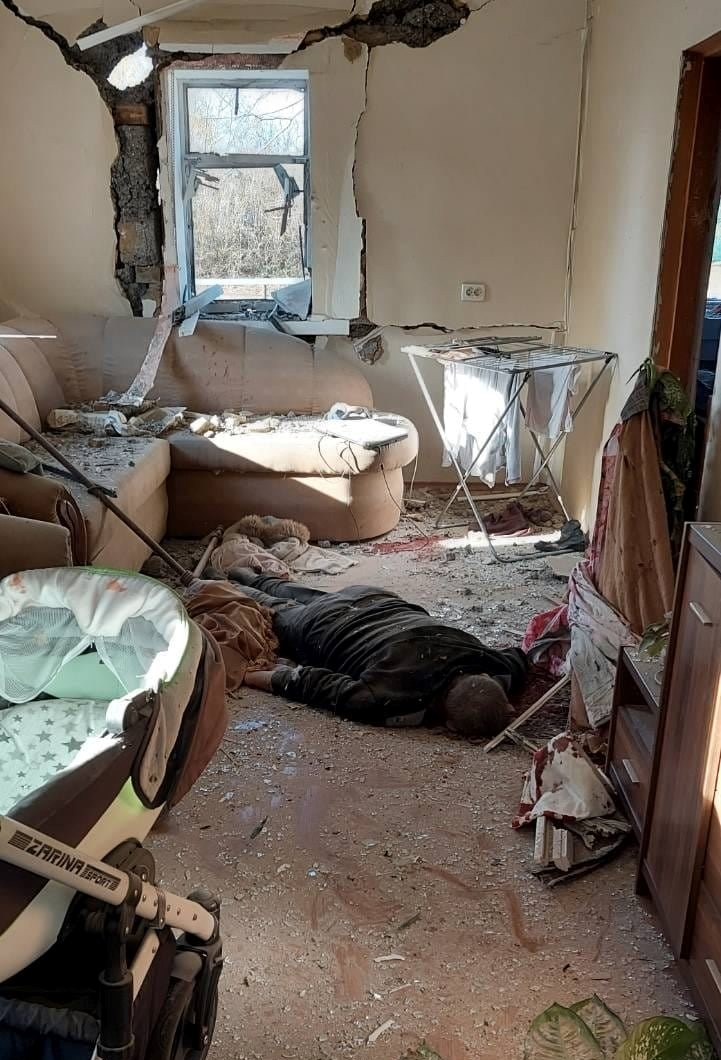
Мирний українець загинув під час російських бомбардувань Чернігова
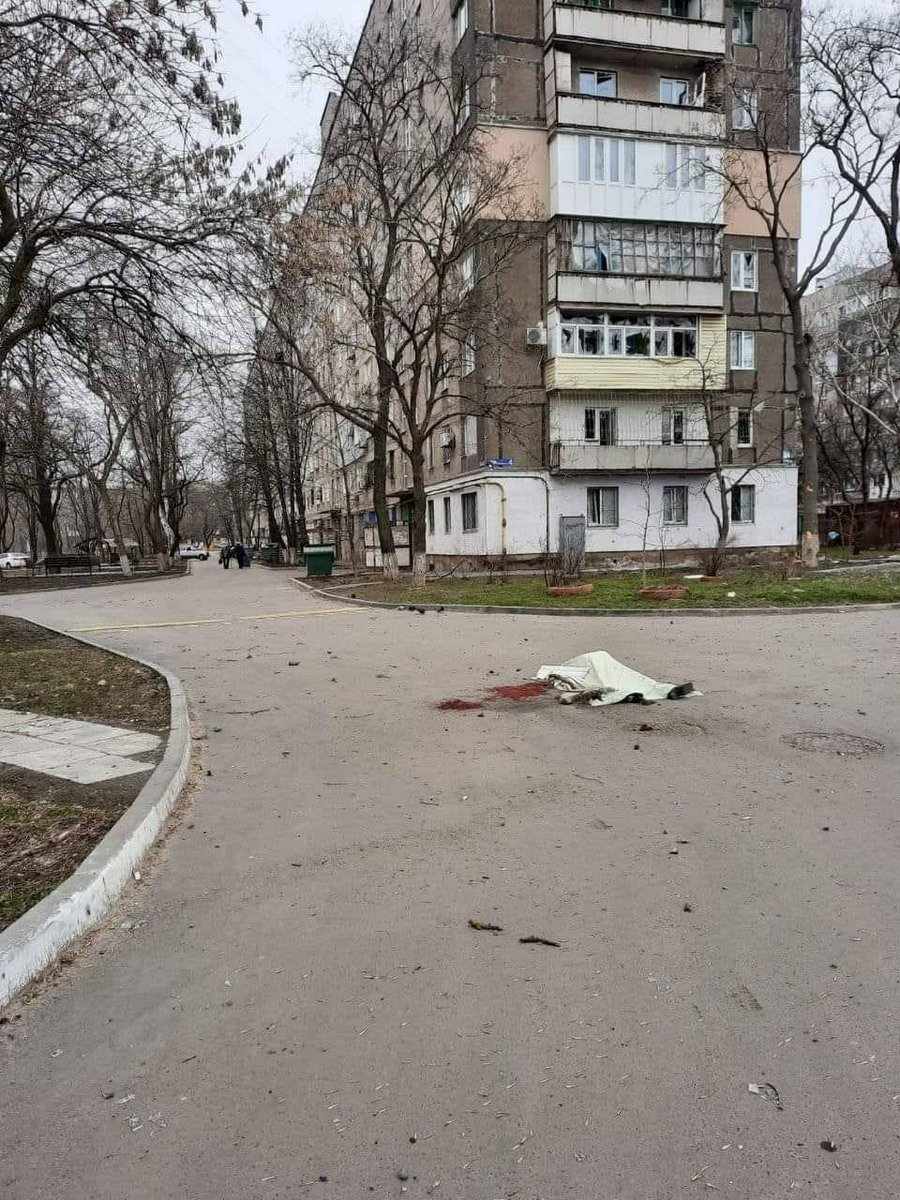
Жертва нападу Росії на Маріуполь
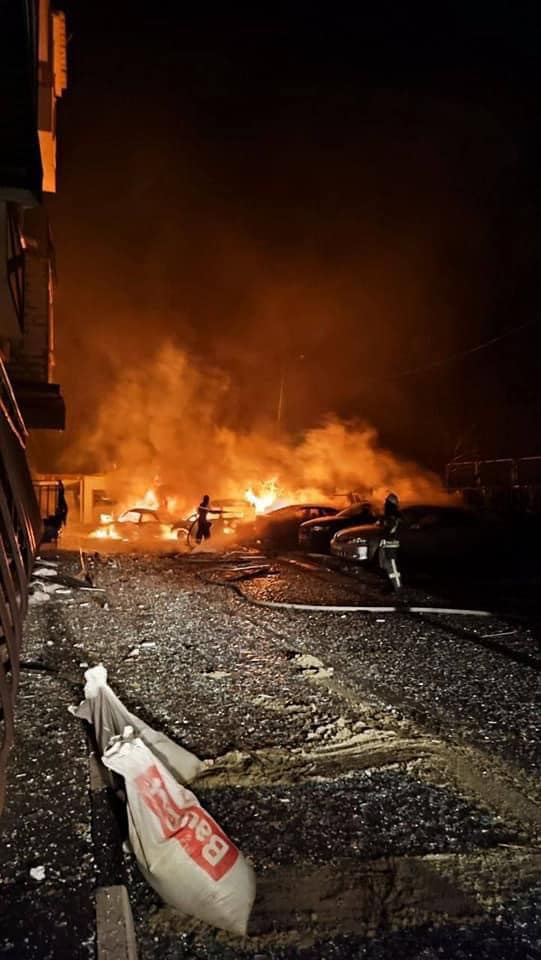
Російські бомбардування околиць Харкова
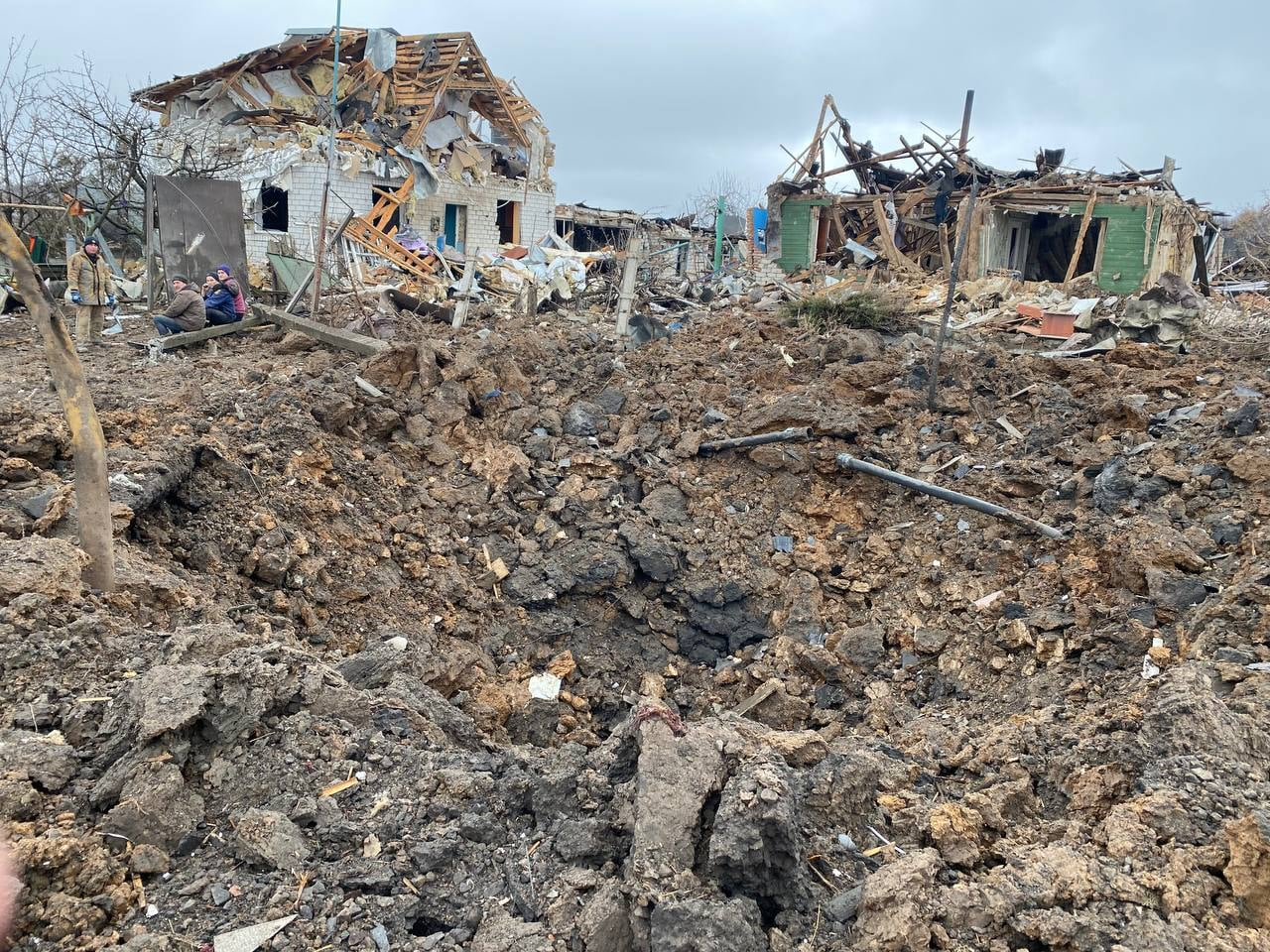
Зруйновані авіаударами росіян селянські садиби села Яковлівка біля Харкова
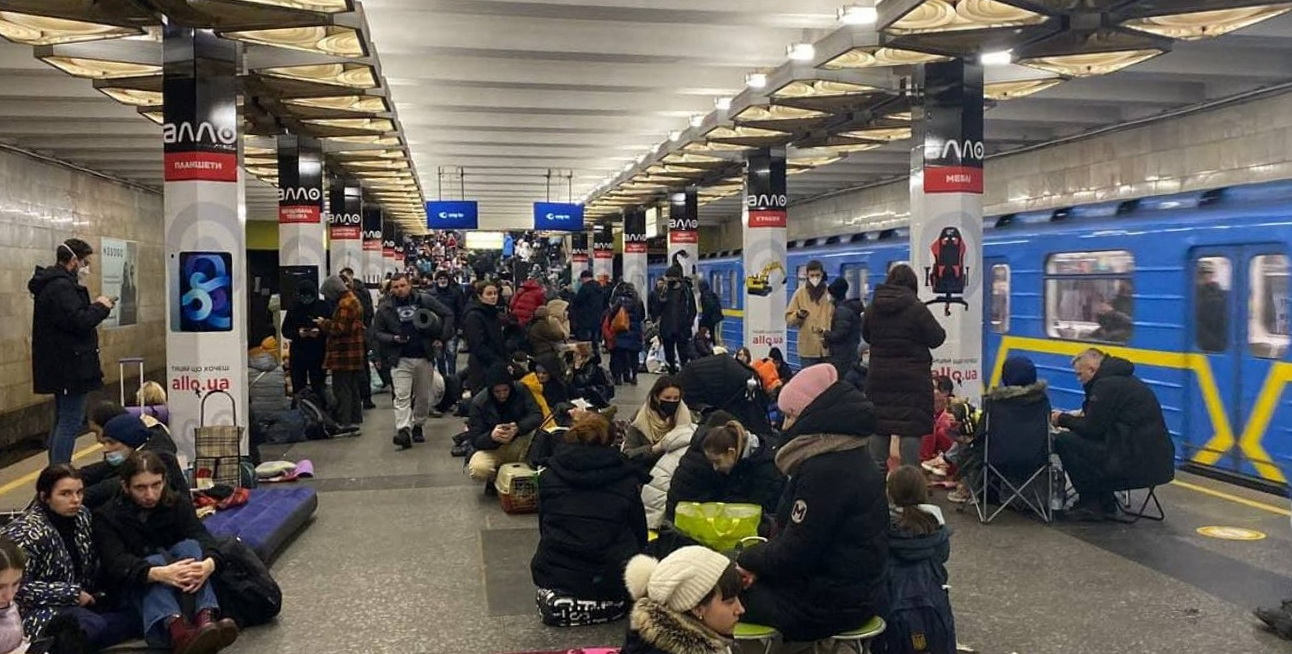
Мирні жителі ховаються в Київському метро під час штурму 2022 року
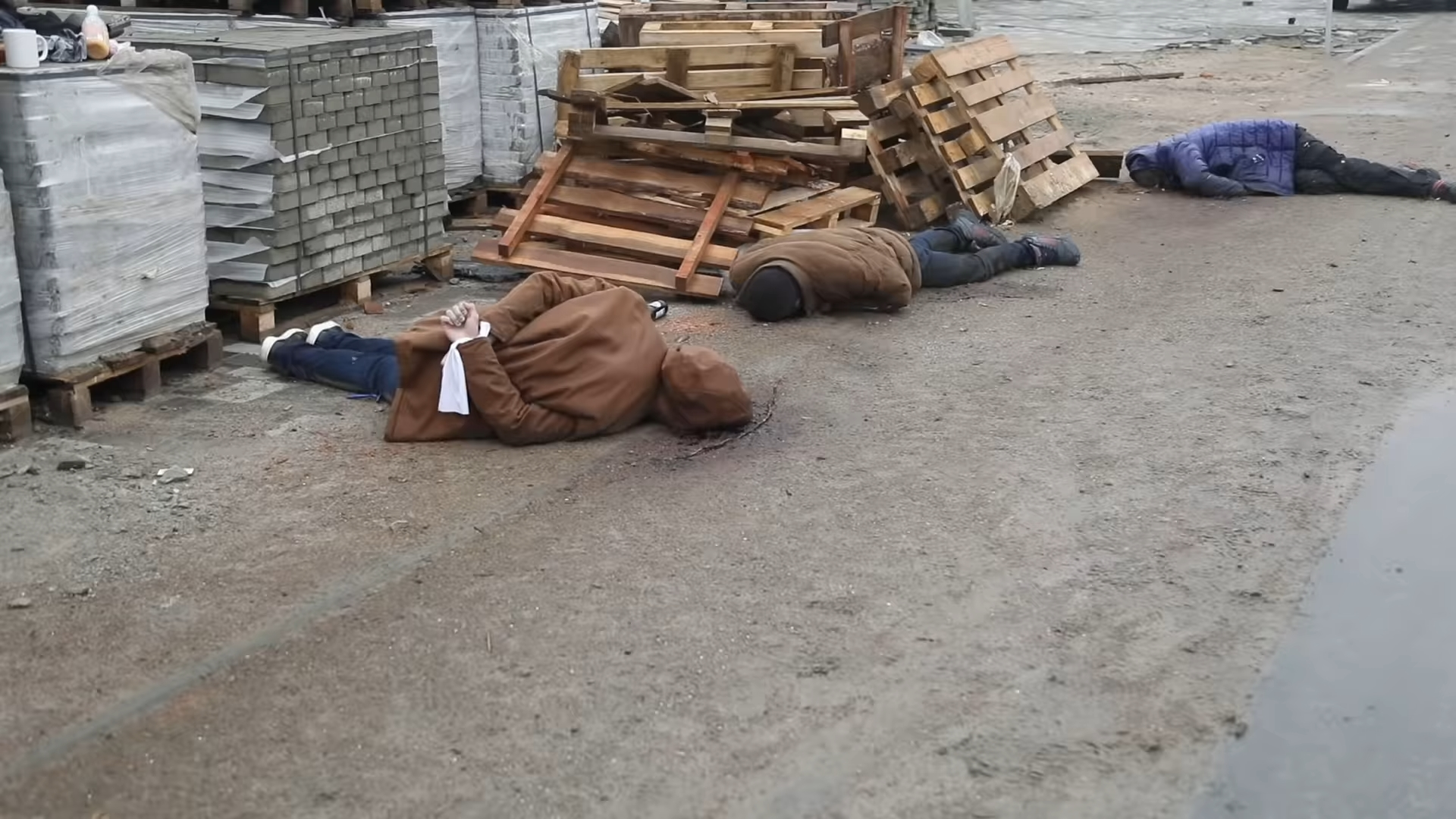
Буча після звільнення від російських окупантів 1 березня 2022 рік.

### 2023 рік
У 2023 році, російська армія регулярно атакувала Україну безпілотниками, та ракетами. У тому числі атаки були на цивільні об'єкти.
Після звільнення Херсону від російської окупації російські війська ведуть цілеспрямоване полювання на цивільних у місті та околицях. (див. Херсонське сафарі)

### 2024 рік
Воєнні злочини Росії продовжилися руйнуванням енергетики - повністю знищено усі робочі ТЕС Центренерго Трипільську ТЕС та Зміївську ТЕС

### 2025 рік
Російська армія у 2025 році, як і у минулих роках атакувала Україну безпілотниками, та ракетами.

## Сирія

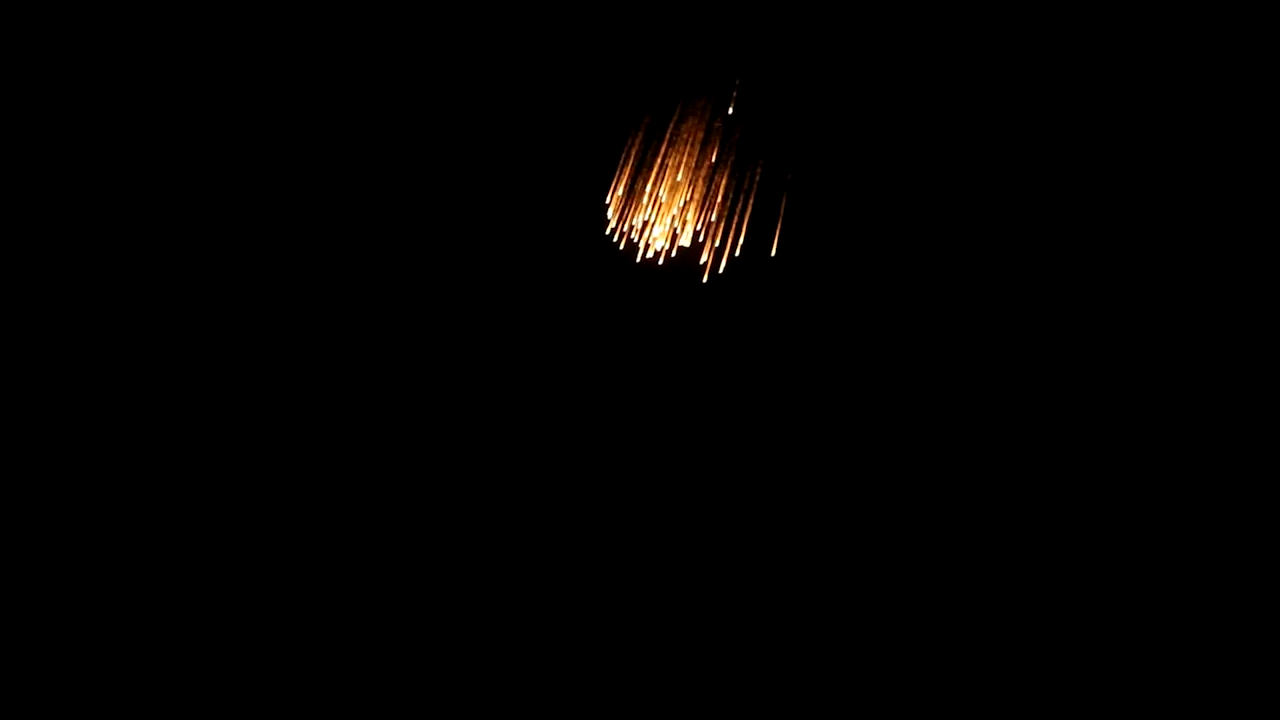
Російська авіація скинула бомби на північ Алеппо в червні 2016 року.

30 вересня 2015 року російські військові втрутилися в громадянську війну в Сирії на боці проросійського уряду Башара Асада. Наприкінці лютого 2016 року російські військові літаки навмисно обстріляли мирних жителів і рятувальників. Правозахисна група Amnesty International задокументувала напади на школи, лікарні та будинки цивільного населення і заявила, що «Росія винна в найбільш кричущих воєнних злочинах».
У лютому 2016 року Human Rights Watch (HRW) повідомила про широке використання касетних боєприпасів Сирією та Росією в порушення резолюції ООН 2139 від 22 лютого 2014 року, яка вимагала від усіх сторін припинити «невибіркове застосування зброї в населених пунктах». HRW також зазначила, що хоча ні Росія, ні Сирія не є сторонами Конвенції про касетні боєприпаси, використання таких боєприпасів суперечить заявам сирійського уряду про те, що вони утримаються від їх використання. Російські невибіркові бомбардування мирних жителів із застосуванням заборонених касетних або запальних бомб часто вважалися порушенням міжнародного права, переважно під час битви за Алеппо та облоги Східної Гути. Було проведено кілька паралелей між руйнуваннями 2016 року в Алеппо і руйнуваннями в Грозному в 2000 році, які деякі описують як спільну політику «не брати полонених». У період з травня по липень 2019 року внаслідок потужних російських бомбардувань під час штурму Ідлібу загинули 544 мирних жителя. 22 липня 2019 року в результаті вибуху на ринку Мааррат ан-Нуман загинули 43 мирних жителя.  16 серпня 2019 року російські винищувачі завдали авіаудару по табору біженців Хасс, в результаті чого загинули 20 мирних жителів.
6 березня 2018 року Рада ООН з прав людини опублікувала публічний звіт, у якому підтверджується, що вибух на ринку Atarib був здійснений російськими військовими. Росіяни застосували літак з некерованою зброєю, в тому числі вибуховою. У звіті робиться висновок, що використання такого важкого озброєння в густонаселених цивільних районах може вважатися воєнним злочином. 2 лютого 2017 року Управління Верховного комісара ООН з прав людини (УВКПЛ) опублікувало звіт про битву за Алеппо, в якому підтверджується, що Росія застосувала касетну та запальну зброю, використання якої на густонаселених районах у східному Алеппо «прирівнюється до використання невибіркової зброї, що є воєнним злочином невибіркових нападів на цивільне населення».
Сирійська обсерваторія з прав людини стверджує, що на 1 жовтня 2018 року внаслідок ударів російської авіації та артилерійських обстрілів у Сирії загинули 18 000 людей, у тому числі майже 8 000 мирних жителів.

## Центральноафриканська Республіка
27 жовтня 2021 року експерти Ради з прав людини ООН попередили, що російська воєнізована група Вагнера «жорстоко переслідувала та залякувала цивільних, включаючи миротворців, журналістів, працівників гуманітарної допомоги та меншини в Центральноафриканській Республіці». Він закликав уряд згаданої африканської держави розірвати всі зв'язки з Групою Вагнера.

## Судові розгляди
Російський уряд намагався заблокувати міжнародні розслідування міжнародним судом його ролі у воєнних злочинах, використовуючи право вето у Раді Безпеки, зокрема у справах щодо збиття літаку компанії Malaysia Airlines над Донецькою областю та щодо злочинів в Сирії.
Російський уряд також заперечував відповідальність у своїх місцевих судах. Поки проводилися тисячі розслідувань, лише одна людина була засуджена за злочини проти чеченців під час чеченських війн — Юрій Буданов, засуджений російським судом за викрадення та вбивство Ельзи Кунгаєвої і засуджений до 10 років позбавлення волі в 2003 році — що привело Amnesty International до висновку, що «відсутність судового переслідування в Росії призвело до атмосфери безкарності».  Через таку безкарність сотні жертв зловживань подали заяви до Європейського суду з прав людини (ЄСПЛ). До 2009 року ЄСПЛ виніс 115 вироків, визнавши російський уряд винним у насильницьких зникненнях, позасудових стратах, катуванні та у неналежному розслідуванні цих злочинів у Чечні.
29 березня 2005 року Сергія Лапіна засудили до 11 років за катування чеченського студента Зелімхана Мурдалова, який перебував під вартою. У грудні 2007 року лейтенанта Євгена Худякова та лейтенанта Сергія Аракчеєва засудили до 17 і 15 років за вбивство трьох чеченських будівельників біля блокпосту в Грозному в січні 2003 року.
24 травня 2018 року, після детального порівняльного дослідження, голландське розслідування прийшло до висновку, що «Бук», який збив рейс 17 Малайзійських авіаліній 2014 року, належав російській 53-ї зенітно-ракетної бригади в Курську. 19 червня 2019 року голландська прокуратура висунула обвинувачення чотирьом особам у загибелі в катастрофі MH17: трьом росіянам — Ігорю Стрєлкову, колишньому співробітнику ФСБ ; Сергію Дубинському та Олегу Пулатову, а також терористу ДНР Леоніду Харченко. Влада Нідерландів розіслала міжнародні ордери на арешт підозрюваних.
21 січня 2021 року ЄСПЛ також визнав Росію винною у вбивствах, катуваннях, мародерстві та руйнуванні будинків у Грузії, а також у перешкоджанні поверненню 20 000 переміщених грузинів на свою територію. 9 листопада 2021 року влада України заарештувала Дениса Куліковського, старшого наглядача СІЗО «Ізоляція» в ДНР, де катували в'язнів.
28 лютого 2022 року прокурор МКС Карім Ахмад Хан оголосив, що розпочне розслідування воєнних злочинів в Україні.